# Jigoku Shoujo
Jigoku Shoujo (地獄少女 Jigoku Shōjo?), cunoscut în engleză de asemenea și ca Jigoku Shōjo: Girl from Hell, Hell Girl (în română: Fata Iadului) este un serial anime produs de SKY Perfect Well Think, Tokyo MX, Wakasa Seikatsu, Fujishoji, Aniplex și Studio Deen. Regizorul serialului este Takahiro Ōmori, iar scenaristul este Hiroshi Watanabe și este distribuit în Statele Unite ale Americii și Canada de către Funimation și Sentai Filmworks.
Acțiunea anime-ului este bazată pe existența unui sistem supranatural care le permite oamenilor să se răzbune prin trimiterea altor oameni în Iad, datorită serviciilor unui personaj misterios și al asistenților acestuia. Ajutoarele lui Ai încearcă să îi determine pe răufăcători să își dea seama de culpabilitatea lor și să-și recunoască greșelile, însă rezultatul este același: trimiterea lor în Iad. Răzbunarea, ura, nedreptatea și alte emoții de natură umană sunt teme comune care sunt prezente pe parcursul seriilor anime.
Acest anime a fost difuzat pe teritoriul Japoniei prin numeroase posturi de televiziune, precum Animax, Tokyo MX, MBS și altele, în perioada 4 octombrie 2005 și 4 aprilie 2006. Urmând succesul primei serii, o serie secundă, Jigoku Shōjo Futakomori (地獄少女 二籠?), a fost programată pe 7 octombrie 2006 pe Animax. Postul Nippon Television a realizat o serie televizată live-action, difuzată din data de 4 noiembrie 2006.
Al treilea sezon al anime-ului a fost anunțat pe versiunea mobilă a site-ului oficial Jigoku Tsūshin. Titlul oficial al acestuia a fost prezentat ca fiind Jigoku Shōjo Mitsuganae (地獄少女 三鼎?). și a fost emis pe posturile de televiziune nipone la data de 4 octombrie 2008.
A patra serie televizată, numită Jigoku Shōjo: Yoi no Togi (地獄少女 宵伽?) a fost anunțată pe 25 februarie 2017 ca și punct culminant al seriei, emisia începând pe 14 iulie 2017. Aceasta constă în 12 episoade, fiind împărțită în 6 episoade noi, precum și 6 "reminiscențe'.

## Subiectul
Majoritatea episoadelor conțin scurte povestiri unde indivizi diferiți sunt prezentați când suferă datorită unor antagoniști. În general, în timpul fiecărui episod, drama protagonistului este explicată în mod detaliat de la începutul chinului, până în punctul când chinul devine de nesuportat și acesta accesează un site special, numit Corespondența Iadului. Deși în general, clientul îi oferă antagonistului o șansă de scăpare, acesta va sfârși prin a fi trimis în Iad în momentul când o sfoară de la gâtul unei păpuși va fi trasă. Când sfoara este trasă, Ai Enma pedepsește persoana respectivă pentru păcatele ei cu ajutorul companionilor acesteia.

### Prima serie
Primul sezon se axează pe un jurnalist pe nume Shibata Hajime, fost șantajist și fiica lui, Tsugumi, care are o conexiune ciudată cu Fata Iadului, pe măsură ce aceștia investighează adevărul din spatele Fetei Iadului.
După o scurtă întrevedere cu Ai, Tsugumi este capabilă să vadă prin ochii acesteia, astfel cei doi sunt implicați tot mai mult în acțiunile Fetei Iadului. Hajime consideră că oamenii ar trebui să încerce să își rezolve conflictele prin alte metode, și nu prin răzbunare, încercând astfel să identifice oamenii cu care Ai intră în contact prin intermediul viziunilor lui Tsugumi. Pe parcursul seriei, aceasta începe să se îndoiască de faptul că acțiunile lui Ai ar fi greșite.
Cu mult timp în urmă (de peste 400 de ani), Ai a trăit într-un mic sat de agricultori. Mai mulți săteni erau înfricoșați de aceasta, cauza fiind puterile ei de ordin supranatural. Singurul ei prieten din copilărie a fost doar vărul ei, Sentarou Shibata, care locuia în același sat cu ea și îi luă apărarea când alți copii o chinuiau. Pentru ca satul să fie prosper, se obișnuia ca o fată de șapte ani să fie sacrificată zeului muntelui; când Ai a împlinit șapte ani, Sentarou a fost șocat de faptul că ea urma să fie sacrificată doar pentru ca sătenii să nu mai fie îngroziți de aceasta; cu toate că le reproșează sătenilor că nu procedează corect, nu este ascultat și părinții ei îl roagă să o ascundă în munți. Planul a reușit dar, în urma unei foamete de șase ani, sătenii îl suspectau pe Sentarou de faptul că-l supărase pe zeul muntelui prin ascunderea lui Ai. L-au urmat pe acesta când merge spre Ai și-l surprind în compania acesteia; o capturează și o aduce înapoi la sanctuarul zeului, împreună cu părinții ei. Cei trei sunt legați, bătuți și aruncați într-un mormânt comun, Sentarou fiind obligat să-i îngroape de vii; presiunea sătenilor l-a făcut pe acesta să arunce prima lopată de pământ, lucru care a făcut-o pe Ai să se simtă trădată de acesta, Sentarou fiind cel care i-a promis că o va proteja. Confuzia provocată i-a permis acestuia să evadeze, iar Ai jură răzbunare înainte ca sătenii să o îngroape complet.
Într-o noapte Sentarou își adună lucrurile și pleacă din sat, însă privindu-și satul pentru ultima dată, observă strălucirea unui incendiu și se întoarce. Ajuns în sat, o vede pe Ai cum pășește și cântă, arzând casele cu o simplă mișcare a mâinii. Îngrozit și simțindu-se vinovat, fuge; aceste sentimente îl determină să construiască un altar dedicat victimelor sacrificate zeului muntelui.
Când Tsugumi are viziuni ce îi conferă lui Hajime informația că este descendentul lui Sentarou, având astfel o legătură directă cu Ai, cei doi se reîntorc la altarul construit de el. Același lucru l-a înțeles și Ai, iar furia acesteia o consumă, încercând să-i omoare pe Tsugumi și Hajime. Cu toate că cei trei asistenți intervin și încearcă să o calmeze, Ai își continuă acțiunile și va fi dusă în Iad de către Păianjen, salvându-i involuntar pe cei doi. Ai reușește să scape din Iad și decide să o determine pe Tsugumi să-și trimită tatăl în Iad. Hajime este trimis în lumea ei crepusculară și lui Tsugumi îi sunt prezentate circumstanțele în care mama acesteia a murit și refuzul tatălui ei de a-și recunoaște vina, deoarece datorită lui a decedat. Bunica lui Ai îl va elibera, iar acesta în urma confruntării cu moartea soției sale, își va recunoaște vina și îi cere lui Tsugumi să dezlege ața roșie. Cu toate acestea, Tsugumi afirmă că nu acțiunile lui au înfuriat-o, ci faptul că trimiterea lui în Iad ar echivala cu negarea momentelor frumoase petrecute împreună. Îi va înapoia păpușa lui Ai, spunând că nu are nevoie de ea și menționează faptul că Sentarou regretă ce-a făcut, motiv pentru care a construit sanctuarul.

### A doua serie
Seria secundă începe cu un flashback, prezentând-o pe Ai înviată și incendiind satul. Păianjenul își va face apariția, teleportând-o într-o altă lume, unde îi prezintă corpurile descompuse ale părinților ei, ce sunt prizonieri în rădăcinile unui arbore. Păianjenul îi spune lui Ai să lucreze pentru el, în schimbul eliberării sufletelor părinților ei.
Ca și în sezonul 1, oamenii accesează Corespondența Iadului pentru a se putea răzbuna. Din episodul 4 își face apariția Kikuri, o ființă ce are abilitatea de a traversa cele două lumi cu ușurință. În cele din urmă, își face apariția Takuma, un băiat care va avea aceeași soartă ca și Ai, fiind persecutat de concetățenii săi.
După ce mama sa a fost ucisă de un prieten al tatălui său, rănit de asemenea în incident, ucigașul a fost trimis în Iad; în acest moment poliția și cei din oraș consideră că Takuma este criminalul. Nu se specifică dacă posedă aceleași puteri spirituale ca și Ai, însă are abilitatea de a prevedea și a fost observat de Ai pentru mult timp de-a lungul seriei.
Către finalul seriei, Corespondența Iadului va fi accesată de tot mai mulți oameni din oraș, Takuma fiind învinuit pentru disparițiile ce au loc. Un ofițer responsabil de acest caz și sora acestuia, Hotaru, nu îl consideră pe Takuma vinovat și-l protejează, iar toți locuitorii din Lovely Hills se regrupează pentru a încerca să-l ucidă pe Takuma.
Takuma și Hotaru sunt răpiți, iar cei din oraș hotărăsc să-i ucidă pe amândoi. Inspectorul în cauză vine să-i salveze, însă va fi trimis în Iad de către orășeni. Convinsă de faptul că el este de vină pentru dispariția fratelui ei, Hotaru va apela la Fata Iadului pentru a-l trimite în Iad. Este condus în Iad, însă Ai va manifesta milă față de acesta (experimentând același lucru) și pentru prima dată va reîntoarce luntrea din cursul acesteia. Păianjenul decide să-i returneze lui Ai viața ei umană, însă cu un preț: aceasta nu-și recunoaște cei trei asistenți și cei 400 de ani ce au trecut încep să-și pună amprenta asupra corpului ei, fiind rănită și sângerând. A făcut tot ce a fost posibil să-l salveze pe Takuma, însă orășenii o vor bate cu lopeți până când aceasta va muri. După ce moare, se va transforma într-o ploaie de petale de cireș, iar cei trei asistenți împreună cu Kikuri sunt afectați de dispariția acesteia. Cu toate că Ai a dispărut, o tânără care contactase site-ul Corespondenței Iadului va primi pe mobil un mesaj care indica „Cerere acceptată. Fata Iadului”.

### A treia serie
După moartea stăpânei lor, Hone Onna, Ichimoku Ren și Wanyūdō duc o viață obișnuită, însă Kikuri reapare și îi reunește, împreună cu un nou asistent: Yamawaro. Într-o zi, Yuzuki Mikage va fi vizitată de Ai, care o va săruta, iar în urma sărutului, mintea lui Ai se va uni cu corpul lui Yuzuki. Cei care contactează Corespondența Iadului vor putea primi o păpușă neagră, roșie, albastră sau galbenă, culoarea asistentului nou recrutat. Odată ce sfoara a fost dezlegată, Yuzuki se va transforma într-un cocon din care va apărea Ai îmbrăcată într-un kimono, iar după acest ritual aceasta va porni după victimele sale. La Festivalul celor 6 lanterne, un glob luminos o va lovi pe Yuzuki în spate, iar Ai se va elibera de corpul ei.
Cu toate că a fost separată de Ai, Yuzuki va continua să fie legată de aceasta. Când o persoană utilizează site-ul Fetei Iadului, aceasta aude un sunet de clopot, iar Yuzuki încearcă din răsputeri să avertizeze oamenii să nu folosească site-ul, dar în zadar. Află că este destinată să devină următoarea Fată a Iadului, respingând acest rol în totalitate, însă fără rezultat; nu înțelege existența Corespondenței Iadului și motivul pentru care oamenii îl folosesc. Ai îi explică totuși că adevăratul Iad exisă în interiorul fiecăruia.
La final, este prezentat trecutul lui Yuzuki: a murit abandonată în apartamentul ei când era mică. În urma unui accident cauzat de tatăl său, Yuzuki și mama ei sunt denigrate de toți din oraș. În realitate, tatăl ei avusese o problemă cu frâna, incident mușamalizat de compania de autobuze unde lucra acesta. Treptat, starea de sănătate a mamei ei se agravează, fiind trimisă de la un spital la altul. Moare lângă fiica sa într-un templu shinto și Yuzuki o îngroapă în florile unui cireș, mergând să aștepte ajutor în apartamentul lor vechi. Yuzuki moare după puțin timp, singură și îmbrățișând un ursuleț de pluș. Cu durere, își acceptă noul rol pentru a-i putea răzbuna pe alții în numele lor.
După ce devine Fata Iadului, prima misiune pe care Yuzuki o are este de a-l răzbuna pe tatăl lui Akie, cea mai bună prietenă a ei. Deoarece acesta nu este capabil să o trimită pe cea care-i făcuse singura fiică să dispară în Iad, cu toate că era nevinovată, Yuzuki încearcă să-l determine să facă acest lucru, însă fără rezultat. Va refuza, iar Yuzuki decide să facă ea acest lucru, fără ca respectivul contract să fie încheiat; Stăpânul Iadului nu-i permite acest lucru și o va pedepsi, ducând-o în Iad. Ai va interveni, o va salva pe Yuzuki și o va înlocui; cu un ultim sărut, Ai îi va conferi lui Yuzuki amintirea trecutul ei, iar aceasta îi va mulțumi. Se preschimbă într-o lumină albastră, ce se ridică spre cer, sugerând faptul că se va duce în Rai alături de părinții ei. Seria se încheie cu plecarea lui Ai și a companionilor acesteia și reînceperea activităților de răzbunare.

### A patra serie

#### Corespondența Iadului
Este mediul prin care un client o contactează pe Ai Enma, mediu care s-a schimbat de-a lungul secolelor. Inițial, cei interesați de serviciul ei scriau numele celor pe care-i urau pe un ema, care mai târziu s-a schimbat într-o scrisoare a cărei adresă era vizibilă doar celor care aveau destulă ură interioară. Când Internetul a devenit accesibil, oamenii puteau căuta site-ul Corespondenței Iadului, cunoscut de altfel ca fiind „Linia Spre Iad”. Curând după aceea, site-ul a fost adaptat într-o versiune mobilă, care putea fi accesat de pe telefoanele mobile.
Fiecare mediu poate fi folosit doar la miezul nopții de o persoană care are o dorință de răzbunare puternică sau ură intensă. Dacă cineva introduce un nume al persoanei care este obiectul urii, și cerința este acceptată, Ai Enma îi va aduce într-un mediu crepuscular unde le oferă o păpușă din paie, care este unul din asistenții ei, cu o sfoară roșie în jurul gâtului și le descrie detaliile contractului lor; dacă clientul trage sfoara din jurul gâtului păpușii, ea va duce persoana vinovată de durerea clientului ei în Iad. Cu toate acestea, odată ce viața clientului s-a încheiat, de asemenea, clientul va fi trimis în Iad și un semn negru crestat îi va apărea pe piept, ca amintire permanentă a contractului și a deciziei personale de a trimite pe cineva în Iad. Totuși, acest semn nu este o garanție că însuși clientul nu ar putea fi trimis în Iad de către altă persoană.

## Personajele

### Personaje principale

#### Ai Enma (閻魔 あい)
Vocea: Mamiko Noto (Japoneză), Brina Palencia (Engleză)
Ai Enma este un personaj ficțional și protagonist din seria anime și manga Jigoku Shoujo. Entitate cu un trecut tragic, este cea care finalizează acțiunile de răzbunare ale clienților ei. Începutul activității de Fată a Iadului a început cu primul ei act de răzbunare asupra sătenilor care au îngropat-o de vie; ceea ce face ea ca și Fata Iadului este o pedeapsă de 400 de ani.
Ai trăiește împreună cu bunica sa și asistenții într-un tărâm aflat în crepuscul etern. Prin intermediul unui calculator vechi, Ai primește numele clienților care au scris pe site și îi răzbună cu ajutorul asistenților ei, Wanyūdō, Ren Ichimoku și Hone Onna.
Modul de operare al Fetei Iadului constă în întâlnirea cu clientul care îi solicită ajutorul, predarea păpușii cu sfoara roșie, prezentarea instrucțiunilor necesare îndeplinirii sarcinii sale, dar și consecințele înfăptuirii actului de răzbunare. Ea apare în toate cele trei sezoane din "Jigoku Shoujo" deși pare să aibă un rol mai mic, în cea mai mare parte din "Jigoku Shoujo Mitsuganae".  În versiunea originală, Ai este exprimată de Mamiko Noto iar în dublajul din engleză de Brina Palencia și apoi de Andrea Kwan. Ea este jucată de Sayuri Iwata în seria live-action.
În mod ironic se poate spune, că ea are de asemenea o parte antagonistă, în același timp, asta din cauza naturii sale și a sarcinii sale, și datorită faptului că ea se opune chiar și de cei care încearcă să o oprească pentru o cauză bună.

##### Personalitate și înfățișare
Ai are părul lung și negru care-l poartă mereu despletit , ochi rubinii, piele palidă; ochii ei erau căprui când era vie, însă au devenit roșii când sătenii au îngropat-o de vie. De obicei, este văzută purtând seifuku (uniforma de marinar), însă întotdeauna poartă un kimono cu motive florale atunci când răzbună o anumită persoană. Kimono-ul ei tinde să-și schimbe stilul subtil odată cu fiecare sezon.
Când își face apariția, Ai este la început tăcută și serioasă, fără a-și dezvălui emoții. Ea pare să vorbească doar atunci când este nevoie, și rareori vorbește doar de dragul de a vorbi. Chiar și atunci când nu vorbește de dragul ei, acesta este de obicei, ceva ce crede că este necesar ca cineva să știe, sau să corecteze pe cineva acolo unde este nevoie. În cea mai mare parte ea face acest lucru, probabil pentru că ea s-a ocupat incredibil de mult și s-a obișnuit. Mai târziu Wanyuudou afirmă că ea încă are sentimente, însă nu și le poate exprima în mod puternic, lucru indicat ulterior de ordinul Păianjenului de a-și închide inima.
În sezonul 2, Ai devine mult mai expresivă și dezvăluie mai multe emoții, interacționând mai mult cu victimele și clienții ei. Ea arată un semn al victoriei ("V este pentru Victorie") în fața unei victime pentru a o batjocori înainte să meargă în Iad. Totodată, a fost observată citind o revistă de modă în timp ce asistenții ei îi urmăresc clientul și și-a arătat îngrijorarea pentru o mamă care s-a sinucis pentru ca fiica acesteia să nu fie nevoită să meargă în Iad.

##### Istorie
Cândva, Ai era o tânără normală, ce trăia într-un sat îndepărtat, aflat lângă munți. Ea era chinuită de săteni pentru că era diferită, iar singurul ei prieten era Sentarou, vărul acesteia. La vârsta de 7 ani, ea a fost aleasă să fie sacrificată Zeului Muntelui, însă a fost scăpată când părinții ei au ascuns-o între munți, unde doar Sentarou o putea vizita pentru a-i aduce mâncare. Până la urmă, a fost descoperită și readusă în sat, unde ea și părinții ei au fost aruncați într-o groapă pentru a fi sacrificați. Au fost îngropați de vii, Sentarou fiind cel care a aruncat prima lopată de pământ; pământul îi lovise ochii, făcându-i astfel roșii.
Ulterior, ea va ieși din mormânt și va începe să se răzbune, arzând satul întreg datorită urii sale. Datoria ei de îndeplinire a răzbunării oamenilor și trimiterea lor în Iad este o pedeapsă, care a fost îndeplinită pentru 400 de ani după acel incident. Un păianjen, care ulterior s-a dovedit a fi Stăpânul Iadului, i-a dat o nouă viață și făcuse un pact cu ea; în schimbul formei sale nemuritoare, ea nu poate intra în Iad și trebuie să rămână pe malurile Iadului, fiind corespondentul urii și răzbunării oamenilor. Pentru ca aceasta să poată îndeplini sarcinile, Stăpânul Iadului i-a cerut să uite de propria ură, să se detașeze de sentimentele celorlalți și să fie doar un observator al celor ce se întâmplă. Dacă nu ispășea această pedeapsă, sufletele celor iubiți de Ai ar fi rătăcit pentru eternitate în Iad. Neavând de ales, Ai a acceptat condițiile Păianjenului și a devenit Fata Iadului.

##### Abilități
Ca Fata Iadului, Ai Enma are diferite abilități de natură supranaturală:
Atac energetic: Ai a dezvăluit abilitatea de a emite raze mari, letale de energie neagră. Aceasta a fost indicată când s-a întâlnit cu membrii familiei Shibata, atunci când i-au reamintit trecutul tragic.
Teleportare: De-a lungul seriilor, Ai apare de nicăieri, de obicei când își întâlnește clienții.
Inducerea morții: După ce victimele ei sunt terorizate cu iluziile acesteia, Ai îi omoară instant, pe măsură ce modelele florale de pe kimono-ul ei vin peste victimă. Victima pare să dispară sau să fie disipată.
Invulnerabilitate: Ai nu poate fi rănită, până la un anumit nivel, ca și în momentul când Gilles a lovit-o de pereți telekinetic; totodată, când acesta a incendiat-o, Ai avea o privire indiferentă și nu indica faptul că suferă datorită focului. Totuși, când a trimis-o pe Yuuna Serizawa în Iad, a fost lovită în stomac și pare să fi simțit durerea (continuând astfel până spre finalul episodului). Acest lucru poate fi contra-argumentat, pentru că pur și simplu s-a întâmplat cu ajutorul corpului lui Yuzuki.
Posedare: Când Ai a fost "moartă", aceasta posedase corpul lui Yuzuki Mikage, pentru a avea un vasal în scopul îndeplinirii datoriei sale de Fată a Iadului, însă mai târziu când Poarta Iadului a fost deschisă pentru un timp, datorită Festivalului Celor 6 Lanterne, ea părăsește corpul lui Yuzuki și pare aparent "înviată".
Creare de iluzii: Înainte să ia o victimă în Iad, Ai adesea creează iluzii pentru a-și teroriza țintele. De asemenea, creează iluzii când dorește să o convingă pe Tsugumi Shibata să-și trimită tatăl în Iad.
Retrospecția și Prevestirea: Ai posedă abilitatea de a indica viitorul unei acțiuni de ranchiună, după cum îi arătase lui Yuzuki Mikage în episodul 16 din Mitsuganae, sau trecutul unei persoane, cum îi arătase trecutul clientului ei în sezonul 2. Totuși, această abilitate este limitată la un anumit nivel, Ai nefiind abilă să prezică confruntarea ei cu Băiatul Iadului, Gilles de L'enfer.
Înviere: Când a fost îngropată de săteni, ea s-a "ridicat" din lumea morților pentru a-și incendia satul. De asemenea, în timpul Festivalului celor 6 lanterne, unde Poarta Iadului a fost deschisă temporar, ea părăsește corpul lui Yuzuki și pare să fie reînsuflețită.
Pirokinezie: Ai incendiase întreg satul cu o singură mișcare a mâinii. De asemenea, Ai distrusese templul contruit de Sentaro cu o lovitură explozivă (ucigând preotul din interiorul său). Se pare că Ai creează foc sau poate își menține capacitatea de a crea foc numai atunci când ea devine de obicei, evocată emoțional cu furie.

#### Wanyūdō (輪入道)
Vocea: Takayuki Sugo (Japoneză), R. Bruce Elliott (Engleză)
Wanyūdō este primul din cei trei companioni ai lui Ai. De obicei, acesta apare sub forma unui bătrân care poartă haine tradiționale japoneze și o eșarfă roșie în jurul gâtului. În caz de nevoie, acesta se transformă într-o păpușă neagră din paie pe care Ai o înmâneazâ clienților. De asemenea, acesta poate lua forma trăsurii cu care Ai se duce în lumea oamenilor pentru a lua un suflet. Numele acestuia derivă de la "yōkai" care înseamnă "o roată care intră pe drum". În episodul 12 din Futakomori, este prezentat că Wanyūdō fusese roata trăsurii unei prințese, care a căzut de pe o stâncă. Trăsura a luat foc și toți oamenii din interior au fost uciși. Ca rezultat, el a devenit un yōkai care teroriza oamenii în forma unei roți în flăcări, până când a întâlnit-o pe Ai.

##### Personalitate și înfățișare
Aspectul lui Wanyūdō este cel al unui om bătrân normal, dar vârsta sa este mai mult de 400 de ani. Dar, așa cum el a fost un tsukumogami(spirit din folclorul japonez), care posedă de obicei un obiect ca să trăiască cu 100 de ani înainte de a deveni unul, el ar putea fi de fapt puțin mai mult de 500 de ani. Apariția lui a fost întotdeauna așa de când a avut forma umană, datorat faptului că nu are vârstă, la fel ca Ai și ceilalți însoțitori.
Wanyūdō este chel, până la momentul în care el își arată capul complet ras. Culoarea părului său este negru după cum se arată sprâncenele. Sprâncenele sale sunt mai mari decât dimensiunea medie. Ochii lui sunt atât de restrânși încât sunt închiși tot timpul. El își deschide ochii larg atunci când se transformă într-o roată, dezvăluind că ochii lui sunt negri.
Wanyūdō poartă tipuri de îmbrăcăminte tradiționale japoneze. Ținuta sa normală este un haori maro sau roșu închis care-l poară pe o yukata de culoare kaki. Obi-ul care îi ține yukata legată este de culoare neagră. Sub yukata, el poartă o nagajuban de culoare albă. Pentru încălțămintea sa, poartă o pereche de zori din paie peste o pereche de tabi negri. În plus el poartă întotdeauna un fedora (pălărie cu boruri largi) gri. El poartă de asemenea, o eșarfă roșie în jurul gâtului de cele mai multe ori.
În Jigoku Shoujo Mitsuganae, ținuta sa obișnuită s-a schimbat la un haori brun purtat pe o yukata gri închisă și sub ea poartă un nagajuban violet. El poartă în continuare aceelași tip de fedora, dar numai rareori pare să poarte eșarfa roșie.
În trecut, atunci când a apărut prima dată ca om, el a purtat un set alb de haine, cu un pulover negru. De asemenea el nu a purtat tabi cu zori atunci. Pe cap, el a purtat o pălărie de paie, care au avut șiruri de caractere agățate pe ambele părți, care au fost legate în apropiere de bărbie.
Ca o păpușă de paie, el este de culoare neagră, cu o sfoară roșie legată în jurul gâtului său. El are de asemenea, o altă formă a unei roți de lemn, cu fața ca și capac de roată și învăluit de flăcări care nu se sting.
El se poate transforma chiar într-o trăsură, unde apare din nou sub forma sa de roată din stânga, deși ambele roți din acest transport sunt în flăcări. Ca o trăsură, el are culoarea neagră și roșie, și are simbolul negru pe spate care apare pe pieptul oameniilor care sunt legați de înțelegerea lui Ai de a merge în iad după moartea lor.
De cele mai multe ori, Wanyūdō este calm și manierat. El de obicei, pare să fie reticent în a lua calea agresivă de a face ceva, și este capabil să-și păstreze cumpătul rece în situații care nu sunt ușor de făcut. De asemenea el pare să aibă cunoștințe vaste despre o mulțime de lucruri și evenimente care sunt de obicei supranaturale, de la care tovarășii lui Ai nu știu prea multe. El de multe ori își dă seama de o mulțime de lucruri și evenimente înaintea celorlalți tovarăși care nu reușesc să-și dea seama pe cont propriu. Ca și ceilalți tovarăși, el este foarte ascultător la comenzile lui Ai.
De asemenea s-a demonstrat că Wanyūdō poate glumi uneori, deși este încă neobișnuit pentru a face acest lucru. El păstrează pe fața lui un zâmbet frecvent bun. De asemenea, el este un fumător obișnuit. Lui pare să-i placă de tovarășii lui Ai, și de Ai de asemenea, dar pare să o displacă pe Kikuri de cele mai multe ori.

##### Istorie
Wanyūdō a fost o roată de trăsură pe două roți, care a fost folosită pentru a fi trasă cu doi boi, în care se spune că el a fost un tsukumogami. În mod special, el a fost roata din stânga când trăsura a fost privit din spate. Trăsura a aparținut unei familii regale în urmă cu mai mult de 400 de ani, deși cerințele lui Wanyūdō pentru un tsukumogami înseamnă că ar fi aparținut familiei pentru chiar mai mult de 500 de ani.
Într-o zi, un război a izbucnit în acea familie regală, și trei războinici au protejat prințesa și alți doi în interiorul acelei trăsuri pentru a evada. Unul din cei trei războinici a fost vizitiul trăsuri, iar ceilalți doi erau în spate pentru a-și asuma o poziție defensivă. Dar din păcate, dușmanii i-au prins în timp ce erau în mișcare de-al lungul unei stânci, și au fost înconjurați într-o luptă. Dușmanii au împușcat trăsura cu săgeți în flăcări, aceasta curând a prins foc, încât vizitiul și boii au pierdut controlul. Cei doi războinici din spate au reușit să coboare sărind, dar antrenorul lor a căzut în scurt timp de pe stâncă, și toată lumea de la bord a murit într-un incendiu care de asemenea s-a încadrat la înălțime.
După ce trăsura s-a prăbușit în pământ, roata din stânga, care era însuși Wanyūdō s-a transformat de la un tsukumogami la un yōkai și a luat o nouă formă. În acea nouă formă, el a reapărut ca și aceeași roată de lemn care a fost, dar cu o față umană, care recent a înlocuit capacul de la roată, și era în flăcări, arzând pentru eternitate. De atunci, el a avut capacitatea de a face ce vrea, și a avut mai multe abilități misterioase, unul dintre ele fiind motivul pentru care nu a ars, chiar dacă a fost în flăcări. De atunci el a început să alerge în susul și în josul aceleiași stânci în fiecare noapte, terorizând și speriind pe  oricine care a trecut prin stâncă la acel moment.
Zvonurile despre el s-au răspândit în satul din apropiere, în care s-au gândit că el ar fi o fantomă care deține o ranchiună împotriva oameniilor. Ai, la un moment dat care s-a întâmplat să vină la acel sat pentru a oferii servici, în timp ce era sub acoperire, a auzit de el de la oamenii din sat. În noaptea următoare, ea a fost destul de interesată să-l caute pe Wanyūdō. Apoi s-a întâmplat să se întâlnească unul cu altul, iar Ai la invitat să adere la ea. După ce Wanyūdō a acceptat oferta, Ai ia dat o nouă formă care este forma s-a actuală. Și astfel, Wanyūdō a devenit primul asistent al lui Ai. De fapt, nu a trecut mult înainte să devină primul ei asistent, și înainte ca Ai să se transforme în Fata Iadului, la ambii întâmplându-se cu aproximativ 400 de ani.
În Jigoku Shoujo Mitsuganae, după moartea lui Ai, Wanyūdō își trăiește viața în pace ca muncitor de construcții pentru o vreme, până când Kikuri a ajuns din nou să-l recruteze prin cuvintele lui Ai care este înapoi. Pentru restul serii a treia, el a devenit un om de serviciu la Saigawara City, școala lui Yuzuki. El a fost unul dintre tovarășii lui Ai până la episodul final, în care a devenit ajutorul lui Yuzuki, care temporar a devenit recent Fata Iadului, dar după ce Ai a redevenit Fata Iadului, el s-a întors la a fi asistentul ei.

##### Abilități
Transformare
Capacitatea lui Wanyūdō este cea de a deveni o păpușă de paie și se poate transforma într-un transport cu roți de foc pentru a o duce pe Ai.Carul poartă aceelași semn al Iadului pe piept de cei care încheie înțelegera cu Fata Iadului.
Specialis Combat: În ciuda aspectului său fragil Wanyūdō posedă competențe considerabile în artele marțiale.

#### Ren Ichimoku (一目 連)
Vocea: Masaya Matsukaze (Japoneză), Todd Haberkorn (Engleză)
Ren este cel de-al doilea companion al lui Ai, care de obicei ia forma unui tânăr. Acesta se poate transforma și într-un ochi imens care îi conferă abilitatea de a vedea prin clădiri, proiectănd ochiul pe pereți sau tavan. Ochiul poate fi de asemenea folosit ca o armă, acesta proiectând lumina intensă. La nevoie, Ren se transformă într-o păpușă albastră de paie, prin sărutarea pandantivului pe care îl poartă la gât. Într-un târziu, este prezentat faptul că Ren este un tsukumogami (un spirit artificial), un tip de spirit care aparține unui artefact. În cazul lui Ren, acesta a fost o katana. Ai i-a daruit forma curentă, după ce acesta a fost abandonat pe o piatră.

#### Hone Onna (骨女)
Vocea: Takako Honda (Japoneză), Jennifer Seman (Engleză)
Hone Onna este cea de-a treia însoțitoare a lui Ai. Aceasta ia de obicei forma unei femei într-un kimono cu obi-ul legat în față--semnul distinctiv al unei oiran. Îi displace să i se spună "bătrână" și devine păpușa roșie din paie când este nevoie, prin aruncarea obi-ului în jurul gâtului. Hone Onna și Ren investighează oamenii care i-au chemat și oamenii care trebuie trimiși în iad. De obicei, ea se infiltrează în societatea umană îmbrăcată în haine casual pentru a investiga cazurile, în aceste ocazii ea folosește pseudonimul "Sone Anna". Numele Hone Onna vine de la creatura legendară cu același nume, care literal înseamnă "Femeia din oase" (bone woman), care subliniază abilitatea acesteia de a-și expune oasele pentru a speria victimele. În episodul 8 din Futakomori, aceasta dezvăluie că are 200 de ani. Inițial , ea a fost o prostituată cu numele Tsuyu. A fost trădată de un bărbat de care se îndrăgostise, care a forțat-o să se prostitueze pentru a-și plăti datoriile. Tsuyu a fost pentru o a doua oară trădată când a încercat să fugă alături de o altă prostituată pe nume Kion și de bărbatul pe care îl iubea. Tsuyu și bărbatul au fost omorâți de un samurai in fața lui Kion și același samurai a aruncat-o apoi pe Tsuyu în râu. Spirite ale oaselor oamenilor aruncați în râu s-au ridicat și au transformat-o pe Tsuyu în yokai-ul Hone Onna, formă în care , mai tarziu a întâlnit-o pe Ai.

#### Bunica lui Ai (あいの祖母,)
Vocea: Eriko Matsushima (Japoneză), Juli Erickson (Engleză)
Aceasta nu este văzută exact în serie, în afara unei siluete în spatele unui ecran din hârtie. Stă în camera ei și ocazional vorbește cu Ai și îi dă sfaturi. Un singur om a văzut-o pe bunica lui Ai, fugind apoi speriat, sugerând că bunica lui Ai nu era o ființă umană.

#### Păianjenul (人面蜘蛛)
Vocea: Hidekatsu Shibata (Japoneză), John Swasey (Engleză)
Acesta este un păianjen cu o colorație ciudată, ce posedă trei ochi pe abdomen. Vorbește cu vocea unui bărbat și pare să fie superiorul lui Ai, fiind cel care îi dă sentința după ce îi omoară pe oamenii din satul ei. Susține că are sufletele celor dragi lui Ai și îi ține ostatici; în caz că Ai nu va îndeplini fiecare sarcină care îi este dată acestea vor rătăcii în întuneric pentru eternitate. Păianjenul nu este plăcut de asistenții lui Ai, cu care nu obișnuieste să vorbească. În ultimul episod al celei de-a doua serii, Wanyūdō îl identifica pe păianjen ca fiind Stăpânul Iadului.

##### Personalitate
Fiind Stăpânul Iadului, personalitatea sa este malefică, fiind prezentat drept crud și manipulator, forțând-o pe Ai Enma să devină Fata Iadului ținând sufletele părinților ei captive. Ocazional, se folosește de forma sa de păianjen ca să o spioneze și să se asigure ca Ai își îndeplinește misiunea în mod obiectiv. Cu toate acestea, nu ezită să o conducă spre situații unde temperamentul ei este pus la încercare. În ciuda acestor aspecte, își menține promisiunea față de Ai, atunci când eliberează sufletele părinților ei în momentul când își încheie misiunea. 

##### Biografie
Păianjenul, identificat de Wanyuudou ca fiind Zeul Iadului, este cel care o pedepsește pe Ai cu povara de a fi Fata Iadului. După ce Ai incendiază satul, ucigând majoritatea locuitorilor, Păianjenul va ține sufletele părinților ei drept ostatice, amenințând-o că îi va face să rătăcească în Iad pentru eternitate - pentru ca acest lucru să nu se întâmple, Ai trebuie să îi urmeze ordinele, iar la finalul termenului părinții ei vor fi eliberați. 
Păianjenul este foarte atent la acțiunile lui Ai, căutând mereu o ocazie să o facă să acționeze pe bază emoțională, lucru care este împotriva regulilor statutului de Fată a Iadului. Același efect este dorit atunci când Păianjenul o face să înfrunte situații care îi amintesc de trecutul ei - succesul acestui efort s-a observat mult mai bine în cazul lui Yuzuki în timpul scurt când a fost ea Fata Iadului. Cu toate că este numit "păianjenul", aceasta este singura formă pe care o are pe tărâmul muritorilor și în Crepusculul Etern, sau pentru a comunica. La finalul seriilor Futakomori și Mitsuganae, este indicat faptul că era prezent în corpul lui Kikuri; nu este specificat de cât timp acesta o posedă și cât din comportamentul ei este datorat acestuia. În Iad, Păianjenul apare sub forma unui soare compus din patru linii - când Ai este adusă în Iad pentru a i se arăta sufletele părinților ei, 3 dintre linii se măresc pentru a forma niște ochi, identici cu cei de pe păianjen. 

##### Abilități
Trimitere în Iad - Păianjenul este arătat ca fiind capabil să vâslească râul spre Iad, acțiune prezentată doar de Ai. Totodată, este capabil să aducă oameni în Iad, fiind modul în care o capturează pe Ai și părinții ei. 
Teleportare - Păianjenul apare ocazional în crepuscul pentru a o supraveghea pe Ai și asistenții ei. Totodată, când a recrutat-o pe Ai, apăruse subit în fața ei. 
Invulnerabilitate - Yamawaro încearcă să atace Păianjenul cu energie, iar acesta reușește să îl doboare, dar observă că Păianjenul nu este rănit deloc. 
Scut - Cu toate că Yuzuki a încercat să atace Păianjenul, acesta a proiectat un scut care a respins atacul ei. 
Țesut -  Păianjenul folosește pânze pentru a o captura pe Ai (și ulterior pe Yuzuki) când încearcă să se întoarcă împotriva lui. Cu toate că Ai reușește să se elibereze de pânze, Yuzuki pare să nu aibă aceeași putere.

#### Kikuri (きくり)
Vocea: Kanako Sakai
O fetiță mică și enigmatică introdusă în sezonul doi, episodul al treilea. Puține se știu despre ea, pe lângă faptul că nu este o ființă umană, aceasta având abilitatea de a vizita și lumea oamenilor și lumea în care traiește Ai, câteodată interacționând cu ea și cu treburile asistenților ei. Apariția ei este adesea acompaniată de o melodie asemenea cântecelor de leagăn. Spre deosebire de Ai, Kikuri are ochii violet și o personalitate de departe mai copilăroasă decât a lui Ai. A declarat că îi place de Ai, dar puterile ei cauzează prea multă suferință și frică.

### Personaje secundare

#### Hajime Shibata (柴田 一)
Vocea: Yuji Ueda (Japoneză), John Burgmeier (Engleză)
Un fost jurnalist care acum își câștigă banii șantajând celebritățile. A început să investigheze zvonurile despre site-ul Corespondenței Iadului în mare parte din interes, dar devine tot mai implicat odată ce realizează că oamenii chiar sunt duși în Iad. Cu atât mai mult, fiica lui, Tsugumi are întâlniri misterioase cu Enma Ai care îi permite să vadă lucruri pe care le vede și ea.

#### Tsugumi Shibata (柴田 つぐみ)
Vocea: Nana Mizuki (Japoneză), Luci Christian (Engleză)
Fiica lui Hajime, care îl menționează adesea ca "Hajime-chan". A văzut-o pe Ai odată și de atunci există o conexiune misterioasă între ele. Prima dată raportează tot ceea ce vede lui Hajime, dar pe parcursul seriei, dezaprobă tot mai mult opiniile tatălui ei, chiar dacă Ai ar trebui într-adevăr oprită. 

#### Ayumi Shibata (柴田 あゆみ)
Vocea: Hitomi Nabatame (Japoneză), Colleen Clinkenbeard (Engleză)
Soția decedată a lui Hajime. Hajime acordă mai mult timp muncii sale decât familiei, cu intenția de a-și face soția fericită câștigând sume mari de bani în scopul îmbunătățirii stilului de viață. Ayumi din nefericire avusese o aventură cu un politician pe care Hajime îl spiona. Din cauza incidentului, Hajime a dat-o afară din casa și i-a interzis să o mai vadă pe Tsugumi. Câteva momente mai târziu, Ayumi moare din cauza unui accident de mașină. Tsugumi păstrează cerceii mamei ei ca amintire. Hajime încă o iubește pe Ayumi foarte mult și regreta că n-a iertat-o considerând că dacă ar fi făcut-o , ea n-ar mai fi murit.

#### Takuma Kurebayashi (紅林 拓真)
Vocea: Ayumi Fujimura
Takuma este un băiețel liniștit care locuiește în Lovely Hills. Este neînțeles și adesea bruscat de ceilalți locuitori care cred că el este "Copilul Diavolului", la fel ca Ai în satul ei. Prima dată când a apărut, mama lui a fost omorâtă de un prieten de-al tatălui lui, care a fost de asemenea rănit în accident. Cand ucigașul era aproape de punctul de a-l omorî pe Takuma, acesta a fost trimis în Iad, dar oamenii au început să creadă că Takuma e ucigașul. Nu este specificat dacă posedă aceleași puteri ca Ai. În final, Ai îl salvează de oamenii din oraș dar sfârșește cu moartea ei.

## Media

### Anime

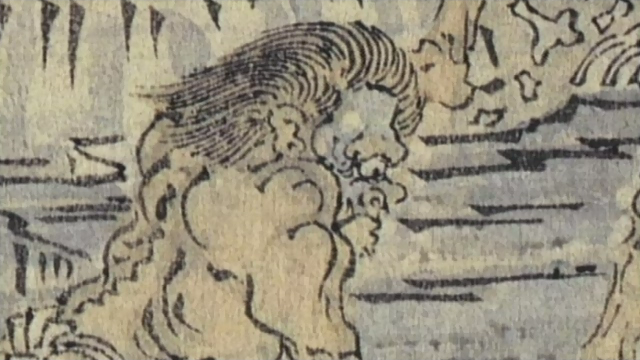
O parte a picturii executate de către Kawanabe Kyōsai, introdusă în secvența de deschidere a Fetei Iadului

Seriile anime Fata Iadului sunt produse de Aniplex și Studio Deen. Regia a fost executată de Takahiro Ōmori și scrisă de către Hiroshi Watanabe.
Primul sezon a avut 26 de episode și premiera lor a fost executată de Animax în perioada 4 octombrie 2005 și 4 aprilie 2006. Seria secundă, cu premiera în 7 octombrie 2006, a fost de asemenea prezentată pe Animax. De asemenea, Animax a tradus și dublat prima și a doua serie în engleză pentru a le difuza în rețelele anglofone din Asia de Sud-Est și Asia de Sud, și de asemenea să fie difuzate și la alte rețele din alte regiuni, precum Hong Kong, Taiwan, Coreea de Sud, Vietnam, Europa. Prima serie a fost licențiată pentru distribuirea în America de Nord de către FUNimation. Canalul prin cablu/satelit IFC anunțase în septembrie 2007 că a obținut licența pentru Fata Iadului de la Funimation, cu premiera în 9 iulie 2008. Section23 Films a anunțat că Sentai Filmworks licențiase al doilea sezon al seriei, cu primul set DVD eliberat pe 25 mai 2010 și al doilea set pe 27 iulie 2010. Pe 24 iunie 2010, Section23 Films anunțase că Sentai are de asemenea și sezonul al treilea al Fetei Iadului, sub subtitlul Cele trei vase. Primul set va fi lansat pe 28 septembrie 2010, fiind urmat de o serie secundă lansată pe 30 noiembrie 2010.

### CD-uri
Două albume cu soundtrack-uri originale au fost lansate pentru Fata Iadului. Primul album conține 24 de piese și a fost lansat pe 25 ianuarie 2006 de către Sony Music Entertainment cu numărul de catalog SVWC-7331. Al doilea album conține 26 de piese și a fost lansat pe 19 aprilie 2006 de către Sony Music Entertainment sub numărul de catalog SVWC-7348.
Pentru Jigoku Shōjo Futakomori au fost lansate două albume. Primul album conține 23 de piese, fiind lansat pe 24 ianuarie 2007 de către Sony Music Entertainment sub numărul de catalog SVWC-7440. Al doilea album conține 23 de piese și a fost lansat pe 21 martie 2007 de către Sony Music Entertainment cu numărul de catalog SVWC-7454.
Jigoku Shōjo: Mitsuganae a avut de asemenea două albume pentru soundtrack-uri. Primul album conține 28 de piese, fiind lansat pe 17 decembrie 2008 de către Sony Music Entertainment cu numărul de catalog SVWC-7597. Albumul secund conține 27 de piese, fiind lansat pe 4 martie 2009 de către Sony Music Entertainment cu numărul de catalog SVWC-7612.

### Manga

Primul volum al seriei manga din Jigoku Shoujo

Seria anime Fata Iadului a fost adaptată într-o serie manga, fiind realizată de către Miyuki Etō (永遠 幸 Etō Miyuki?). A fost serializată în revista shōjo Nakayoshi, ce aparține companiei Kodansha, din octombrie 2005. În timp ce majoritatea povestirilor sunt cele originale, capitolele 4 și 10 sunt adaptate de la respectivele episoade din anime (în primul sezon), în timp ce al doilea capitol este adaptat de la episodul 9. Capitolul 17 este adaptat de la episodul 8 al seriei secunde.
Datorită diferenței în media, modul de operare al Fetei Iadului din manga este oarecum diferit de cel din anime. Ai este observată ca urmând aceleași cursuri ca și clienții ei. De asemenea, în primele capitole, figurina din paie nu a fost introdusă. Ca urmare, nu mai este la fel de omniprezentă ca și echivalentul ei din anime. Clienții Fetei Iadului trebuie doar să accepte contractul, iar tortura victimelor de către Ai și ajutoarele ei poate să înceapă. Apariția luntrei pe care Ai obișnuia să-și trimită victimele în Iad este de asemenea redusă. Sentaro Shibata este menționat, însă Tsugumi și Hajime nu sunt. De asemenea, Kikuri își face apariția de la volumul 4. Takuma apare spre finalul seriei manga, însă nu la fel de tânăr ca și apariția sa din anime. Detectivul Meshiai și Hotaru Meshiai apar de asemenea. Deși Hajime nu este prezent, biografia scrisă de acesta apare ca și sursă de informare despre Ai pentru Meshiai și Takuma, astfel având ca și rezultat prezența lui Hajime în universul manga. Sugestii subtile despre anime sunt făcute de-a lungul seriei manga, cum ar fi apariția scurtă în volumul 6 a lui Gill du Ronfell.
Recent, seria manga a fost licențiată de către Del Rey Manga, iar primul volum intitulat Fata Iadului a fost lansat în ianuarie 2008, iar al doilea volum a fost lansat în mai 2008.
| Volumul  | ISBN                                          | Data publicării  | ISBN (ed. sp)          |
| -------- | --------------------------------------------- | ---------------- | ---------------------- |
| 01       | ISBN 978-4-06-364101-1                        | 25 ianuarie 2006 | ISBN 978-4-06-362052-8 |
| 02       | ISBN 978-4-06-364114-1                        | 6 iulie 2006     | ISBN 978-4-06-362057-3 |
| 03       | ISBN 978-4-06-364124-0                        | 6 octombrie 2006 | ISBN 978-4-06-362066-5 |
| 04       | ISBN 978-4-06-364138-7                        | 20 martie 2007   | ISBN 978-4-06-362074-0 |
| 05       | ISBN 978-4-06-364155-4                        | 20 iulie 2007    | ISBN 978-4-06-362089-4 |
| 06       | ISBN 978-4-06-364168-4                        | 6 decembrie 2007 | ISBN 978-4-06-362096-2 |
| 07/08/09 | ISBN 978-4-06-364181-3 ISBN 978-0-345-51220-8 | 19 martie 2008   | ISBN 978-4-06-362103-7 |

Cele 34 de capitole sunt împărțite în 9 volume după cum urmează:
- Volumul 1: From Within the Darkness, Sweet Trap, Fallen Idol, The Inaudible Scream, Dangerous Extracurricular Activities.
- Volumul 2: Ice Shadows, Family, Distorted Love, Lost Cat, Friends
- Volumul 3: A Gloomy Job, The Cheat, Love Betrayed(urmat de un capitol bonus, „Tacking Stiches”)
- Volumul 4: Melody of Sorrow, Puppy Waltz, Beautiful Friendship, The Fake Hell Correspondence
- Volumul 5: The Smiling Celebrity, Letters to Hell, Days of Love, Request from Hell
- Volumul 6: A Request for Hell, The Bright Dream, The Winners in Love (urmat de un capitol special, „Ichimokuren”)
- Volumul 7: A Moment of Anger, A Tiny Regret, Time Wasting (urmat de un capitol special, „Paper Balloons”)
- Volumul 8: Warm Heart, The Dangers of Pride, Silent Shore, Chain
- Volumul 9: Outcasts (Partea întâi), Outcasts (Partea a doua), Indigo Dye (urmat de un capitol special, „Steaming Hell: The Story of a Guesthouse”)

### Live action
Fata Iadului a fost adaptată într-o singură serie televizată live-action cu premiera pe Nippon Television din 4 noiembrie 2006, având 12 episoade, cu durata de 23 de minute. Seriile au fost regizate de Makoto Naganuma, iar tema seriilor a fost „Dream Catcher”, executată de Olivia Lufkin.
Hisahiro Ogura, actorul care îl interpretează pe Wanyūdō la începutul adaptării live-action este de asemenea naratorul de la începutul fiecărui episod al seriei anime. Eriko Matsushima își menține rolul bunicii lui Ai din seria live action.

#### Episoade
| #  | Titlu în engleză                  | Titlu în japoneză | Data              |
| -- | --------------------------------- | ----------------- | ----------------- |
| 1  | Cracked Time                      | ひび割れた時間    | 4 noiembrie 2006  |
| 2  | The Boy in the Box                | 箱の中の少年      | 11 noiembrie 2006 |
| 3  | A Baby's Dream                    | 嬰児の夢          | 18 noiembrie 2006 |
| 4  | Dusk                              | 逢魔の砌          | 25 noiembrie 2006 |
| 5  | The Epitaph of Lies               | 偽りの墓碑銘      | 2 decembrie 2006  |
| 6  | The Red Thread of Promise         | 約束の赤い糸      | 9 decembrie 2006  |
| 7  | Sweet Temptation                  | 甘い誘惑          | 16 decembrie 2006 |
| 8  | Miracle of the Holy Night         | 聖夜の奇跡        | 23 decembrie 2006 |
| 9  | The Fake Compensation             | 偽の代償          | 6 ianuarie 2007   |
| 10 | Memories of Sorrow                | 悲しみの記憶      | 13 ianuarie 2007  |
| 11 | Darkness of the Real World, Pt. 1 | 現し世の闇 前編   | 20 ianuarie 2007  |
| 12 | Darkness of the Real World, Pt. 2 | 現し世の闇 後編   | 27 ianuarie 2007  |

#### Personal
- Ai Enma: Sayuri Iwata
- Ren Ichimoku: Kazuki Kato
- Hone Onna: Aya Sugimoto
- Wanyūdō: Hisahiro Ogura
- Ai's Grandmother: Eriko Matsushima
- Hajime Shibata: Kazuhiko Nishimura
- Tsugumi Shibata: Saaya Irie

### Jocuri video
Fata Iadului a fost de asemenea adaptat într-un joc video pentru Nintendo DS intitulat Jigoku Shōjo Akekazura, care a fost dezvoltat de Compile Heart și lansat în Japonia pe 27 septembrie 2007. Compile Heart a lansat versiunea PS2 intitulată Jigoku Shōjo Mioyosuga, lansată pe 17 septembrie 2009.

## Impact
Dominic Nguyen a scris: „Vinieta de 40 de pagini nu posedă aceeași profunzime ca și 25 de minute de televiziune, iar dacă termini întreaga carte la o primă citire, ai impresia că ai citit același capitol de 5 ori, cu personaje diferite. Însă dacă îți oferi puțin timp să analizezi fiecare poveste, vei putea înțelege frumusețea sinistră a Fetei Iadului.”

## Difuzarea în țara noastră
Difuzarea serialului a fost pe Animax TV (16+) și Național TV (2007-2010 - 15 program interzis copiilor sub 15 ani).